# 参議院の緊急集会
参議院の緊急集会（さんぎいんのきんきゅうしゅうかい）とは、日本において衆議院解散のため衆議院が存在せず国会が開催できない場合において、国に緊急の必要が生じたために参議院で開かれる国会の機能を代替する集会。

## 概説
日本国憲法第54条第2項但書・3項に規定された制度で、1955年（昭和30年）3月18日以降は国会法第99条 - 第102条の5と参議院規則第251条 - 第252条にその詳細が規定されている（その前日までは国会法・参議院規則の両方に規定がなく参議院緊急集会規則に詳細が規定されていた）。
衆議院が解散され総選挙で新しい衆議院が成立するまでの間に、国に緊急の必要があるときに、内閣の求めにより開かれる（憲法第54条第2項但書、国会法第99条）。両院制の同時活動の原則の例外として位置づけられる。国会の会期ではないため、天皇による国事行為としての国会召集は行われない。
原則として緊急集会は通常時に国会に属するすべての権能を行使することができる。緊急集会では衆院予算先議権の例外として、衆議院より先に参議院で予算案を審議して採決をすることができる。ただし、内閣総理大臣の指名や憲法改正の発議は議題にできないとされている。また、「国会」の権能ではなく「両議院」の権能とされているものも代行できない（国会の議決と両議院の議決の相違については議決の項目を参照）。各種法令において任命に「両議院の同意」を必要としている国会同意人事については参議院の緊急集会では代行できないため、各種法令では衆議院の解散のために両議院の同意を経ることができない場合には任命権者は両議院の同意なく任命できるものとした上で任命後最初に召集される国会において両議院の承認を求めなければならないものとしている（会計検査院法第4条第2項・第3項、警察法第7条第2項・第3項など）。
なお、緊急集会期間中は、参議院議員の不逮捕特権（現行犯以外では参議院議員は逮捕許諾請求による決議無しには逮捕されず、緊急集会開会前に逮捕された参議院議員への釈放要求も可能）が認められている（国会法第100条）。
大日本帝国憲法では、衆議院解散の有無に関わらず、帝国議会閉会中に必要がある場合は緊急勅令を法律に代わるものとして制定することができ、召集後の帝国議会で承諾されなければ以降効力を失うと第8条に定められていた。また内外の情況により帝国議会を召集することができない場合に、政府は緊急勅令により財政上必要な処分（予算外支出）を行うことができると第70条に定められていた。この場合召集後の帝国議会で承諾は必要であるが、不承諾の場合の失効の規定はなかった。これは財政支出の性格上、将来に向かって失効というのが意味をなさないからである。

## 緊急集会の要件
憲法は「衆議院が解散されたときは、参議院は、同時に閉会となる。但し、内閣は、国に緊急の必要があるときは、参議院の緊急集会を求めることができる」と定める（日本国憲法第54条第2項）。

### 衆議院の解散
緊急集会を開くには「衆議院が解散されたとき」でなければならない（日本国憲法第54条第2項）。本来、国会は同時活動を原則とするが、この原則を貫徹すると衆議院が解散されている間いかなる事情においても国会は活動できなくなってしまうことから、日本国憲法上、緊急の事態を解決するために設けられたのが参議院の緊急集会の制度である。
任期満了の場合の問題
衆議院議員の任期満了による総選挙の場合は、通常は任期満了前30日以内に行われるため（公職選挙法第31条第1項）、選挙期間中でも衆議院議員の身分を失わないので、緊急集会の問題は生じない。しかし、任期満了前の選挙期間が国会閉会後から24日取れない場合は、例外的に国会閉会の日から24日以後30日以内とした上で衆議院議員の任期満了後に総選挙が行われる可能性もある（公職選挙法第31条第2項）。そのため、解散後の総選挙の場合と同様に衆議院議員が不存在となる。しかし、憲法第54条は、緊急集会を衆議院が解散された場合としていることから、任期満了後から衆議院議員が選出されるまでの間に衆議院議員が存在しない状況において国に緊急の必要がある事態が発生しても、緊急集会を求めることは困難とされる。
衆参同日選挙の場合の問題
衆議院解散中に参議院でも、参議院議員通常選挙が行われている場合（衆参同日選挙）の緊急集会については、様々な議論がある。
通常、参議院議員通常選挙は任期満了前30日以内に行われる（公職選挙法第32条第1項）ので、選挙中も参議院議員の身分を失うことはない。しかし、選挙までの期間が閉会後24日以上取れない場合は、例外的に任期満了後に選挙が行われる（公職選挙法第32条第2項）。
参議院議員が、半数の124人だけになっている間に「緊急集会を開催できるのか」が問題となるが、あくまでも参議院は同一性をもって存在する機関であり、また、緊急集会の制度趣旨は緊急時における暫定的処置を行う必要があるためのものであること、さらに本会議の定足数は3分の1で議事・議決を行う要件は満たされることから、非改選議員だけでも開会しうると解されている。

### 内閣の請求
緊急集会は内閣が国に緊急の必要があると認めるときに開かれる（日本国憲法第54条第2項但書）。緊急集会の請求は内閣の専権に属する。参議院が自ら緊急集会を開くことはできない。

## 緊急集会の手続
内閣が参議院の緊急集会を求めるには、内閣総理大臣から、集会の期日を定め、案件を示して、参議院議長にこれを請求しなければならない（国会法第99条第1項）。内閣が参議院に対し緊急集会を求める場合は、内閣総理大臣から参議院議長あて請求書を送付するほか、（事実上召集詔書に代わるものとして）内閣告示が官報に掲載される。この場合、請求書には緊急集会において審議・審査の対象とする案件の内容、集会の開会日及び場所（東京）が記載されるが、告示には日付と場所は書かれるが案件内容は記載されない。
内閣総理大臣から請求があったときは、参議院議長は、これを各議員に通知し、議員は指定された集会の期日の午前10時に参議院に集会しなければならない（国会法第99条第2項）（参議院規則第251条）。
議題は内閣が明示的に提出した案件に制限され、議員の発議権もこの案件に関連するものに限定される（国会法第101条）。また、請願も同様に案件に関連するものに限定される（国会法第102条）。
参議院の緊急集会において案件が可決された場合には、参議院議長から、その公布を要するものは、これを内閣を経由して奏上し、その他のものは、これを内閣に送付する（国会法第102条の3）。
案件のうち、可決した法律案については、過去の緊急集会においては、公布の際、公布文の冒頭に「日本国憲法第五十四条第二項但書の参議院の緊急集会において議決された」という文言が冠された。後に法令用語の表記方式変更（但書→ただし書）があったため、今後緊急集会で可決した法律案が公布されるときは「日本国憲法第五十四条第二項ただし書の参議院の緊急集会において議決された」と冠されると考えられる。このように公布文の冒頭に文言を冠する例としては、他に日本国憲法第95条の規定による特別法がある（住民投票#日本国憲法の規定による住民投票参照）。
緊急集会は会期が存在せず期日があるのみで、集会期間は一日ごとに更新され、全ての議題を採決した時点で当然に終了となる。緊急の案件がすべて議決されたときは、議長は、緊急集会が終ったことを宣告するが（国会法第102条の2）、この宣告は確認的な意味にとどまる。全ての議題の採決を終了する前に特別国会が開会された場合、緊急集会の残りの議題は特別国会に吸収され、緊急集会は終了となる。

## 緊急集会でとられた措置
緊急集会でとられた措置は、臨時のものであるため、次の国会開会後10日以内（開会日算入）に衆議院の同意が得られない場合は、将来に向かって失効する（日本国憲法第54条3項）。
参議院の緊急集会において採られた措置に対する衆議院の同意については、その案件を内閣から提出する（国会法第102条の4）。
緊急集会で可決した法律・予算は、直近の次国会開会後10日以内に衆議院の同意が必要となるが、この場合は、形式上は既に可決されているため「○○法律案」あるいは「○○予算」ではなく「○○法につき日本国憲法第五十四条第三項の規定に基く同意を求めるの件」あるいは「○○予算につき日本国憲法第五十四条第三項の規定に基く同意を求めるの件」というように「同意案件」として内閣から衆議院に提出される。このため、通常の法律案審議のように条文の修正議決をすることはできない（同意か不同意か10日経過による自然失効のみ）。仮に衆議院の多数意思が「本来であれば修正議決すべき法案だ」のように「部分的同意」という場合は、一旦同意して当該法律の効力を確定させた上、改めてその法律の一部を改正する法律案を議員提出するなどの手順が必要となる。
衆議院の同意が得られた場合は、その旨が内閣告示として官報掲載される。この同意をもって前述の「公布文に冠された冒頭部分」が消除されることはなく、当該部分はそのまま残る。

## 先例
- 緊急集会は過去に2回例がある。案件はすべて可決しており、次の国会で衆議院の同意が得られている。
- 2例とも（旧）参議院緊急集会規則に基づき行われたもので、現行の国会法・参議院規則に基づいて行われた緊急集会の例はない。

| 開会期間                                              | 案件 | 次国会召集日               | 衆議院同意日               |
| ----------------------------------------------------- | --- | -------------------------- | -------------------------- |
| 1952年（昭和27年）8月31日                             | 中央選挙管理会の委員及び予備委員の任命                                                                                | 1952年（昭和27年）10月24日 | 1952年（昭和27年）10月25日 |
| 1953年（昭和28年）3月18日 - 1953年（昭和28年）3月20日 | 昭和28年度一般会計暫定予算など計3暫定予算 国会議員の選挙等の執行経費の基準に関する法律の一部を改正する法律など計4法律 | 1953年（昭和28年）5月18日  | 1953年（昭和28年）5月27日  |